# Jeff Hephner
Jeffrey Lane Hephner, plus connu sous le nom de Jeff Hephner, est un acteur américain né le 22 juin 1975 à Sand Creek dans le Michigan.
Il a notamment interprété Matt Ramsey dans la saison 3 de Newport Beach et Morgan Stanley Buffkin en 2008 dans la série télévisée Easy Money.

## Biographie
Ses parents sont Tom et Patti Hephner, Jeff Hephner grandit dans la petite ville de Sand Creek, près de Adrian, Michigan, où il est diplômé de Sand Creek High School. Au lycée, il a joué au basket-ball et au football. Il a été nommé dans l'équipe universitaire tous États pour la classe CD lors de la saison 1993-1994.

### Carrière
Il a commencé sa carrière à Hollywood avec des petits rôles dans deux films : en 2000, dans Tigerland, avec Colin Farrell, et dans Coup de foudre à Manhattan, aux côtés de Jennifer Lopez. Il avait des rôles principaux dans deux petits films, L'Outreterre et À propos de votre montre, tous deux sortis en 2002. Après être apparu dans dix épisodes du jury comme "Keenan O'Brien", il est aussi apparu en 2005 dans un épisode de la série New York, section criminelle.
En 2006, Hephner joue dans le film de Pat Conroy Hall of Fame Hallmark film de télévision The Water Is Wide avec Alfre Woodard et dans un remake du film Conrack 1974, long-métrage, mettant en vedette Jon Voight.
Il a joué le rôle principal de Morgan Stanley Buffkin en 2008 dans la série télévisée Easy Money diffusée sur le réseau CW. La série a été diffusée pendant quatre épisodes en octobre 2008 avant l'annulation, et les quatre autres épisodes déjà tournés jusqu'à l'été suivant (juillet-août 2009).
À la suite de l'annulation de cette série, Hephner a fait plusieurs apparitions dans les séries Private Practice, CSI: Crime Scene Investigation, NCIS, et dans quatre épisodes de Mercy Hospital.

## Filmographie
Sauf indication contraire, les informations mentionnées dans cette section peuvent être confirmées par la base de données cinématographiques IMDb,  présente dans la section « Liens externes ».
| Année       | Films                               | Rôle                      | Note                                                |
| ----------- | ----------------------------------- | ------------------------- | --------------------------------------------------- |
| 2000        | Tigerland                           | McManus                   |                                                     |
| 2002        | So How Do You Feel About Your Watch | Jason                     |                                                     |
| 2002        | Coup de foudre à Manhattan          | Harold                    |                                                     |
| 2002        | The Outlands                        | Adam                      |                                                     |
| 2003        | Romantic Love                       | Romek Skalski             | Court métrage                                       |
| 2004        | The Jury                            | John O'Brien              | Série télévisée (saison 1, épisode 10)              |
| 2005        | New York : section criminelle       | Michael Pike              | Série télévisée (saison 4, épisode 21)              |
| 2005        | Esprits criminels                   | l'homme sur l'image       | Série télévisée (saison 1, épisode 1)               |
| 2005        | Newport Beach (The O.C.)            | Matt Ramsey               | Série télévisée (rôle récurrent)                    |
| 2006        | The Wedding Album                   | Jake                      | Téléfilm                                            |
| 2006        | Capitol Law                         | Jason                     | Téléfilm                                            |
| 2006        | The Water is Wide                   | Pat Conroy                | Téléfilm                                            |
| 2007        | Les Experts : Miami                 | Keith Reynolds            | Série télévisée (saison 6, épisode 4)               |
| 2007        | FBI : Portés disparus               | Roy                       | Série télévisée (saison 6, épisode 5)               |
| 2008        | What Makes Alex Tick                | Rob                       | Court métrage                                       |
| 2008        | Nip/Tuck                            | Kyle Ainge                | Série télévisée (saison 5, épisode 11)              |
| 2008        | Dr House                            | Seth                      | Série télévisée (saison 4, épisode 11)              |
| 2008        | Cold Case : Affaires classées       | David Nelson              | Série télévisée (saison 5, épisode 15)              |
| 2008        | Shoot First and Pray You Live       | Red Pierre                |                                                     |
| 2008 - 2009 | Easy Money                          | Morgan Buffkin            | Série télévisée (saison 1)                          |
| 2009        | Les Experts                         | Wayne Smith               | Série télévisée (saison 10, épisodes 6)             |
| 2009        | Mercy Hospital                      | Pete Boswick              | Série télévisée (saison 1, épisodes 5,6,7,8)        |
| 2010        | NCIS : Enquêtes spéciales           | Commandant Peter Sheridan | Série télévisée (saison 7, épisodes 11)             |
| 2010        | Private Practice                    | Jerry                     | Série télévisée (saison 3, épisodes 13)             |
| 2010        | Ghost Whisperer                     | Alex                      | Série télévisée (saison 5, épisodes 18)             |
| 2010        | Drop Dead Diva                      | Jack Bryant               | Série télévisée (saison 2, épisodes 4)              |
| 2010        | The 19th Wife                       | Hiram                     |                                                     |
| 2010 - 2011 | Hellcats                            | Red Raymond               | Série télévisée (saison 1, épisodes 17,19,20,21,22) |
| 2011        | Castle                              | Edmund / Zalman Drake     | Série télévisée (saison 3, épisodes 12)             |
| 2011 - 2012 | Boss                                | Ben Zajac / Alex Zajac    | Série télévisée (saison 1 et 2)                     |
| 2012        | Les Experts Manhattan               | Evan Westcott             | Série télévisée (saison 9, épisodes 4)              |
| 2013        | King and Maxwell                    | Brady Ritter              | Série télévisée (saison 1, épisodes 6)              |
| 2013        | Free                                | Ride Bossman              | Film                                                |
| 2013        | Chicago Fire                        | Jeff Clarke               | Série télévisée (saison 2)                          |
| 2015-       | Agent X                             | John Case                 | Série télévisée (rôle principal)                    |
| 2016        | Chicago Med                         | Jeff Clarke               | Série télévisée                                     |
| 2020 - 2023 | Power Book II: Ghost                | Kevin Whitman             | Série télévisée                                     |
| 2024        | Eric                                | Costello                  | Mini-série                                          |